# Chicago (2002)
Chicago ist eine Musicalverfilmung von Rob Marshall aus dem Jahr 2002. Es basiert auf dem Musical Chicago von Bob Fosse und John Kander. Die Hauptrollen wurden mit Renée Zellweger, Catherine Zeta-Jones und Richard Gere besetzt, alle Darsteller singen die Lieder selbst. Der Film wurde bei der Oscarverleihung 2003 mit sechs Preisen ausgezeichnet.

## Handlung
Chicago in den 20er Jahren: Die junge, ambitionierte Ehefrau Roxie Hart erschießt ihren Liebhaber, da er ihr leere Versprechungen gemacht hat, um mit ihr ins Bett zu gehen. Im Gefängnis trifft sie auf ihr großes Idol, Velma Kelly, eine glamouröse Showsängerin, die einen Monat zuvor selbst wegen des Doppelmordes an ihrem Mann und ihrer Schwester verhaftet wurde. Außerdem freundet sich Roxie mit der Gefängnisaufseherin Matron „Mama“ Morton an, die gegen Geld einiges möglich machen kann.
Der hübschen Roxie gelingt es mit Mamas Hilfe, Billy Flynn für ihren Fall zu interessieren. Ihr Mann Amos kratzt mühevoll Geld für den Strafverteidiger zusammen. Jeder weiß, dass dieser noch nie einen Prozess mit einem weiblichen Klienten verloren hat. Er versucht Roxie vor der Todesstrafe zu bewahren, indem er mithilfe eines inszenierten Medienspektakels die Täterin erfolgreich zum Opfer stilisiert. Der Plan geht auf – Roxie wird freigesprochen und startet mit der ebenfalls freigelassenen Velma eine erfolgreiche Musical-Show.

## Lieder
- „And All That Jazz“ – Velma Kellys Bühnensong
- „Funny Honey“ – Roxies Lamento über ihren schlichten Ehemann
- „When You’re Good to Mama“ – Mama Mortons Einführungssong
- „Cell Block Tango“ – Sechs Frauen im Gefängnis erzählen ihre Geschichte
- „All I Care About is Love“ – Einführungssong des profitorientierten Anwalts Flynn
- „We Both Reached for the Gun“ – Flynn strickt mit Roxie an ihrer Medienlegende
- „Roxie“ – Roxie erträumt sich ihr Leben im Glamour
- „I Can’t Do It Alone“ – Velma versucht Roxie als Partnerin zu gewinnen
- „Mister Cellophane“ – Amos beklagt sein farbloses Dasein
- „Razzle Dazzle“ – Flynn stimmt Roxie in die ‘Showbusiness’-Verhandlung ein
- „Nowadays“ – Roxie
- „Nowadays/Hot Honey Rag“ – Roxie & Velma
- „I Move On“ – Roxies und Velmas Bühnensong nach der Zeit im Gefängnis
- „Class“ – Velma und Mama trauern alten Zeiten hinterher (fehlt in der Filmfassung)

Der Soundtrack des Films ist als Musik-CD erschienen.

## Kritiken
„Ein brillant inszeniertes, darstellerisch, tänzerisch und gesanglich gleichermaßen mitreißend interpretiertes Musical, das den Sieg des Scheins über das Sein mit berauschenden Bildern feiert und ihn zugleich mit gut gelauntem Zynismus hinterfragt.“

„Die Story vom Aufstieg zweier Mörderinnen zu Medienstars gibt Zellweger, Gere und Catherine Zeta-Jones Gelegenheit, ihre Tanz- und Sangeskünste zur Schau zu stellen. Ein mitreißender Augen- und Ohrenschmaus, der gekonnt auf den Spuren von Cabaret wandelt.“

„Ein hemmungslos auf temporeiche Unterhaltung getrimmtes Stück Hochglanz-Kino, mit richtig schön viel Stil. And all that Jazz.“

## Auszeichnungen (Auswahl)
Der Film erhielt 2003 sechs Oscar bei dreizehn Oscar-Nominierungen. So bekam Catherine Zeta-Jones den Oscar als Beste Nebendarstellerin, die sich u. a. gegen ihre Film-Kollegin Queen Latifah durchsetzte. Weitere Preise gewann der Film für das Beste Szenenbild, für den Besten Ton, Colleen Atwood für das Beste Kostümdesign, Martin Walsh für den Besten Schnitt und Martin Richards für den Besten Film. Nominierungen erhielten John C. Reilly als Bester Nebendarsteller, Renée Zellweger als Beste Hauptdarstellerin, Queen Latifah als Beste Nebendarstellerin, Dion Beebe für die Beste Kamera, Rob Marshall für die Beste Regie, John Kander (Musik) und Fred Ebb (Lyrik) für den Besten Song für I Move On und Bill Condon für das Beste adaptierte Drehbuch.
Bei den Golden Globe Awards 2003 konnte Chicago drei Preise gewinnen. So erhielten Renée Zellweger als Beste Hauptdarstellerin – Komödie oder Musical und Richard Gere als Bester Hauptdarsteller – Komödie oder Musical einen Preis, die Produktion wurde als Bester Film – Komödie oder Musical des Jahres ausgezeichnet. Weiters gab es fünf Nominierungen. Bei den British Academy Film Awards 2003 gab es Auszeichnungen für Catherine Zeta-Jones als Beste Nebendarstellerin und für den Besten Ton sowie Nominierungen in zehn weiteren Kategorien.
Bei den Screen Actors Guild Awards 2003 wurden die Schauspieler dreimal mit Preisen ausgezeichnet und in zwei weiteren Kategorien nominiert. Fünf Nominierungen, aber keinen Preis, gab es bei den Online Film Critics Society Awards 2003 und ebenso bei den Teen Choice Awards 2003. Bei den Grammy Awards 2004 konnte der Soundtrack zum Film den Grammy gewinnen. Die Deutsche Film- und Medienbewertung FBW in Wiesbaden verlieh dem Film das Prädikat besonders wertvoll.

## Sonstiges
Gedreht wurde in Chicago und Toronto vom 10. Dezember 2001 bis zum Mai 2002. Das Budget betrug ca. 45 Millionen US-Dollar. Die Einnahmen in den USA erreichten etwas über 170 Millionen US-Dollar. Die Premiere fand am 10. Dezember 2002 in Los Angeles statt.
Der Film spielt im Chicago der 1920er-Jahre und zeigt die Situation, die Jazz und die Prohibition ausgelöst haben.
Der Film basiert auf dem gleichnamigen Musical, aus dem auch die gesungenen Titel entstammen. Lediglich der Titel „Class“, in dem Mama und Velma im Duett die fehlende Klasse der Zeit ironisch beklagen, fehlt in der endgültigen Filmfassung, da man die Szene im Endschnitt als zu lang empfand. In der DVD-Veröffentlichung des Films ist die Szene jedoch enthalten.
Alle Schauspieler singen und tanzen selbst, im gesamten Film wurden keine Doubles verwendet.
In einer der ersten Gefängnisszenen ist Chita Rivera als rauchende Insassin zu sehen. Rivera, einer der großen Stars des Broadways und häufig in Musicals von Kander und Ebb engagiert, verkörperte bei der Uraufführung von Chicago 1975 die Rolle der Velma Kelly. Ihr Cameo-Auftritt in der Filmversion gilt als Verbeugung vor ihr.
In Nebenrollen sieht man die R’n’B-Sängerin Mya Harrison sowie die Schauspielerin Lucy Liu.
Sara Ramirez, später bekannt als Dr. Callie Torres in Grey’s Anatomy, singt in Chicago im weiblichen Ensemble mit.